# 5984 Lysippus
Az 5984 Lysippus (ideiglenes jelöléssel 4045 T-3) a Naprendszer kisbolygóövében található aszteroida. Cornelis Johannes van Houten,  Ingrid van Houten-Groeneveld,  Tom Gehrels fedezte fel 1977. október 16-án.